# Deutzia pringlei
Deutzia pringlei är en hortensiaväxtart som beskrevs av Schneider. Deutzia pringlei ingår i släktet deutzior, och familjen hortensiaväxter. Inga underarter finns listade i Catalogue of Life.